# 달무지개

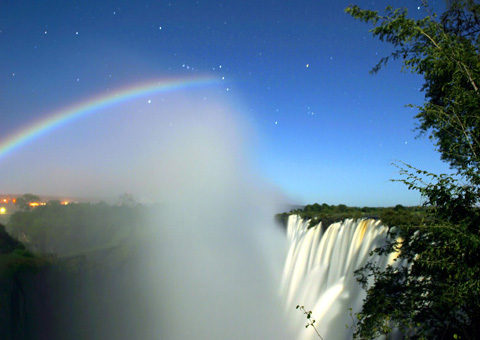
달무지개 사진

달무지개는 햇빛에 의해 만들어지는 무지개와 달리 달빛(달에서 반사된 태양빛)에 의해 만들어지는 무지개를 말한다. 무지개가 태양 반대편 하늘에 생기는 것과 마찬가지로 달무지개 역시 달의 반대편 하늘에 만들어진다. 또한, 달에서 반사되는 빛은 매우 약하기 때문에 달무지개는 일반 무지개에 비해 매우 희미하여 사람의 눈이 그 빛을 인식하기 어렵기 때문에 실제로 보았을 때는 뿌연 모습밖에 볼 수 없다. 하지만 카메라를 이용하여 장시간 노출을 준다면 달무지개의 색깔을 확인할 수 있다. 달무지개는 달빛에 의해서만 만들어지는 것을 말하므로 태양이 지고 있을 때 만들어지는 무지개는 달무지개라고 하지 않는다. 왜냐하면 여전히 태양에 의해 하늘에 남아있는 빛이 무지개를 만들 수 있기 때문이다. 달무지개는 달빛이 강할수록 만들어지기 쉬우므로 보름달 근처에서 쉽게 관찰된다. 또한, 주로 폭포주위에서 만들어지며 달의 고도가 낮으면서(일반적으로 42도 이하) 하늘이 어두워야 한다. 물론, 달의 반대편에서 비가 내리고 있을 때 역시 달무지개가 만들어질 수 있다. 이러한 조건들이 모두 맞아 떨어지기는 매우 힘들기 때문에 달무지개를 보는 일은 무지개를 보는 것보다 훨씬 힘든 일이다. 달무지개(Moonbow)라는 단어는 처음으로 유타에서 달무지개를 기록한 Nick Whelan가 처음으로 사용하였다.

## 달무지개를 볼 수 있는 곳
지구상에서 달무지개를 볼 수 있는 곳은 그다지 많지 않다. 미국 켄터키주 윌리엄버그의 컴버랜드 폭포와 잠비아-짐바브웨 국경에 있는 빅토리아 폭포 등이 널리 알려진 달무지개의 명소이다.